# Ctenitis harrisii
Ctenitis harrisii är en träjonväxtart som beskrevs av George Richardson Proctor. Ctenitis harrisii ingår i släktet Ctenitis och familjen Dryopteridaceae. Inga underarter finns listade.